# أغوستينو أوليفيرا
أغوستينو أوليفيرا (بالبرتغالية: Agostinho Oliveira‏) هو لاعب كرة قدم ومدرب كرة قدم برتغالي في مركز الدفاع، ولد في 5 فبراير 1947 في Póvoa de Lanhoso ‏ في البرتغال. لعب مع أكاديميكا كويمبرا وسبورتينغ براغا.

## وصلات خارجية
- أغوستينو أوليفيرا على موقع عالم كرة القدم.نت (الإنجليزية)